# Ptychopyxis nervosa
Ptychopyxis nervosa är en törelväxtart som beskrevs av Airy Shaw. Ptychopyxis nervosa ingår i släktet Ptychopyxis och familjen törelväxter.
Artens utbredningsområde är Sumatera. Inga underarter finns listade i Catalogue of Life.